# Ger van Mourik
Gerrit ("Ger") van Mourik (Amsterdam, 4. august 1931 - 19. januar 2017) var en nederlandsk fodboldspiller og -træner.
Da han var fjorten år gammel, skiftede Gerrie van Mourik fra AVSK til AFC Ajax. Den 3. juni 1950 fik han sin debut i den hovedklasse af Amsterdam-klubben mod Enschedese Boys. Ger fik sin plads i forsvaret efter afgang af Jan Potharst. Han blev tolv år hos Ajax. Hans sidste kamp spillede han den 30. juni 1963.
Van Mourik blev aldrig ramt af skader og manglede næsten aldrig i teamet. Han spillede 307 kampe for klubben, men lavede dog ét mål i de tolv år. Han har aldrig spillet i den nederlandske landshold, men kom ud for den nederlandske B-hold.
I Ajax står han stadig i bøgerne på den elvte plads på listen over spillere med flest kampe spillet for Ajax, den Club af 100.